# Mike Daum
Michael Alan Daum, detto Mike (Kimball, 30 ottobre 1995), è un cestista statunitense.

## Palmarès
- Coppa di Serbia: 1

Stella Rossa: 2025

## Statistiche

### College
| Anno      | Squadra          | PG  | PT  | MP   | TC%  | 3P%  | TL%  | RP   | AP  | PRP | SP  | PP   |
| --------- | ---------------- | --- | --- | ---- | ---- | ---- | ---- | ---- | --- | --- | --- | ---- |
| 2015-2016 | SDSU Jackrabbits | 34  | 3   | 20,8 | 55,3 | 44,6 | 82,4 | 6,1  | 0,8 | 0,5 | 0,3 | 15,2 |
| 2016-2017 | SDSU Jackrabbits | 35  | 35  | 32,7 | 51,4 | 41,8 | 86,9 | 8,1  | 1,4 | 0,6 | 0,4 | 25,1 |
| 2017-2018 | SDSU Jackrabbits | 35  | 35  | 31,1 | 46,2 | 42,5 | 85,1 | 10,3 | 1,3 | 0,5 | 0,7 | 23,9 |
| 2018-2019 | SDSU Jackrabbits | 33  | 33  | 33,3 | 51,2 | 37,0 | 83,8 | 11,7 | 1,8 | 0,7 | 1,0 | 25,3 |
| Carriera  | Carriera         | 137 | 106 | 29,5 | 50,4 | 41,0 | 84,8 | 9,0  | 1,3 | 0,6 | 0,6 | 22,4 |